# Manchot papou
Pygoscelis papua
Pour les articles homonymes, voir Papou et Manchot.
Espèce
Statut de conservation UICN

 LC  : Préoccupation mineure
Le Manchot papou (Pygoscelis papua) ou Papou est une espèce d'oiseaux de la famille des Spheniscidae, répandu à travers les îles sub-antarctiques.

## Nomenclature
Les noms papua et « papou » proviennent d'une erreur de l'explorateur français Pierre Sonnerat,, aucun manchot ne vivant en Papouasie.
Son nom signifie en d'autres langues « manchot âne » du fait de son braiment, « manchot skipper » (ukrainien) ou « manchot à sourcils blancs » (polonais).

## Description

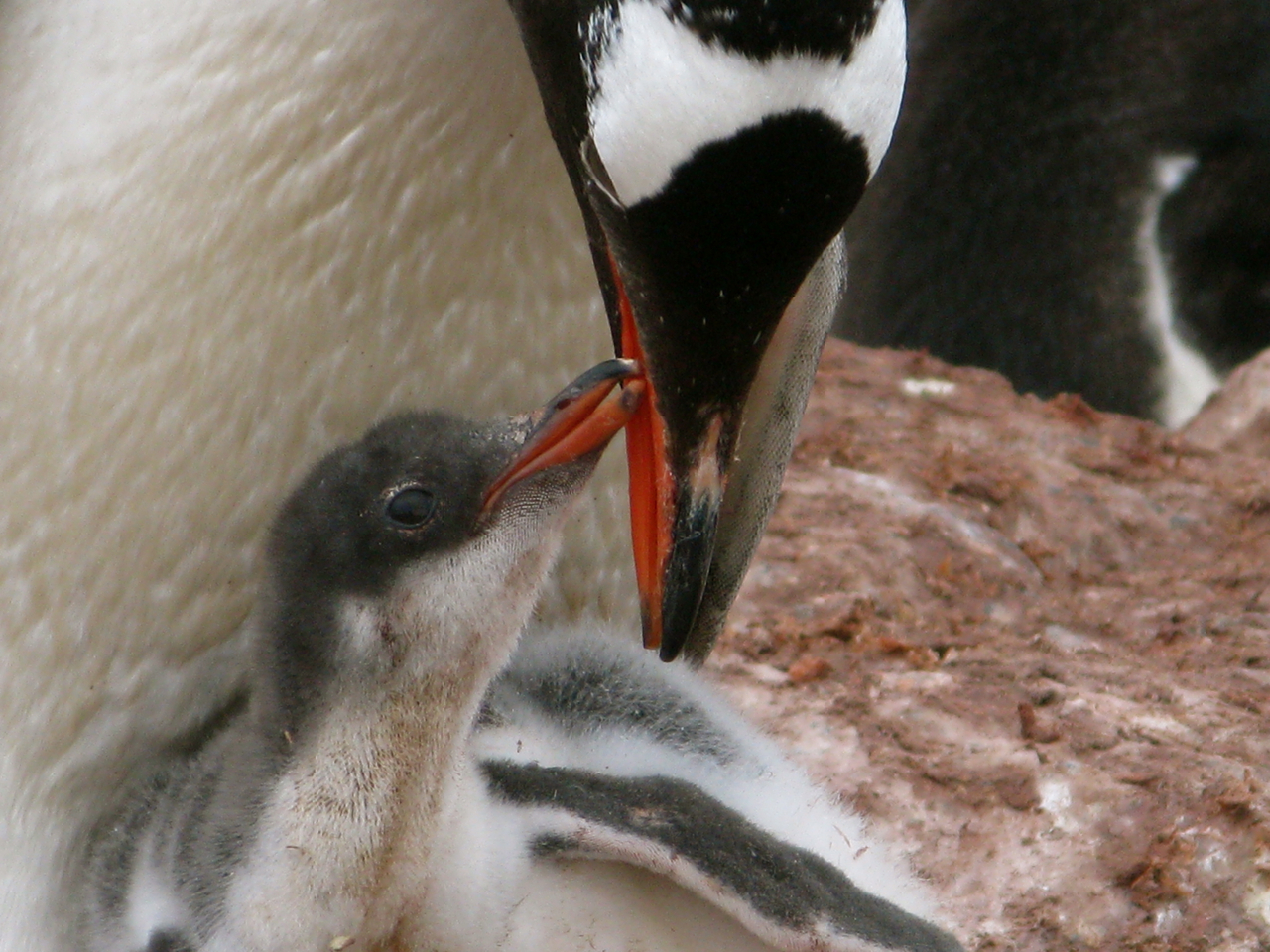
Un des parents avec son petit en péninsule Antarctique.

Le Manchot papou mesure entre 76 et 81 cm. Malgré cela, ce n'est pas le plus petit des manchots. Il pèse entre 4,5 et 8,5 kg. Son plumage est blanc sur le ventre et noir sur le dos. Il possède un bec orange fin, allant au noir au bout. Les pattes du manchot papou sont entre le rose et l'orange de type saumon. Il possède une tache blanche triangulaire au niveau de chaque tempe. Les ailerons ont eux aussi une bande blanche.
Sous l'eau, avec une vitesse de 35 km/h, cette espèce est la plus rapide de toutes les espèces de manchots,.

## Répartition et habitat
- P. p. papua (J. R. Forster, 1781) — îles subantarctiques ;
- P. p. ellsworthi Murphy, 1947 — des îlots de la Terre de Graham aux îles Sandwich du Sud.

Ils nichent principalement aux îles Malouines, en Géorgie du Sud et sur la Péninsule Antarctique. De petites colonies se trouvent également aux îles Crozet et aux îles Kerguelen. En 2012, leur population est estimée à 387 000 couples reproducteurs.

## Alimentation
Il se nourrit principalement de poissons, de crustacés et de céphalopodes. Les crustacés représentent 10 % de son alimentation de février à mars et 75 % de mars à juin. Il n'en consomme pas le reste de l'année. Le krill Euphausia vallentini et la crevette Nauticaris marioni représentent la plus grande part de son alimentation en crustacés. De juin à octobre, le poisson Lepidonotothen squamifrons représente 90 % de son alimentation. Il se nourrit également du poisson Channichthys rhinoceratus.

## Reproduction
Cette espèce est monogame, les couples restent unis durant la saison de reproduction. Certains individus changent de partenaire chaque année et d'autres se retrouvent tous les ans jusqu'à la mort de l'un des deux partenaires. La saison de reproduction s'étend pendant le printemps et l'été austral soit de décembre à mars. Les deux partenaires participent à la construction du nid. Il est fait de petits cailloux disposés en forme de bol de 45 cm de diamètre. Le nid est parfois recouvert de plumes, de brindilles et de végétaux. Les matériaux sont gardés jalousement et des disputes éclatent contre les manchots qui dérobent des cailloux sur les autres nids. La femelle pond un premier œuf cinq jours après la reproduction et un second deux jours plus tard. La période d'incubation est de 35 jours. Les deux parents se relaient pour couver les œufs, défendre le nid, puis pour nourrir les poussins. Si la couvée n'aboutit pas, la femelle peut pondre de nouveau durant la même saison de reproduction.
Les jeunes manchots papous se rassemblent en crèches environ un mois après leur naissance, ce qui permet aux parents d’aller chercher de la nourriture pour récupérer le poids qu'ils ont perdu pendant la période des amours et la couvaison. Quelques adultes se relaient pour surveiller la crèche. Au cours de cette période les poussins perdent leur duvet pour le plumage d'adulte mais ils continuent à être nourris par les parents jusqu'à ce qu'ils sachent nager.
La longévité est de 13 ans. La première année, les chances de survie vont de 30 à 50 %. Passé ce cap, le manchot papou a environ 80 % de chance de survivre chaque année.

## Les rookeries
Au moment de la nidification les manchots papous se rassemblent en colonies énormes et surpeuplées qu'on nomme les rookeries. Elles sont établies sur des endroits dégagés de neige. Les rookeries sont reliées entre elles par des sentiers tracés dans la neige par les manchots. Ces derniers cheminent dans ces sentiers en file indienne, souvent en petits groupes. D'autres sentiers mènent aussi à la mer où les manchots vont se nourrir mais aussi se laver. En effet, selon Jean-Baptiste Charcot, les habitants des rookeries « n'ont adopté qu'un seul système, celui du tout sur la voie publique, le parfum qui s'en dégage est très sui generis ». Jean-Baptiste Charcot précisait que même sans les avoir vus « la présence de ces aimables bêtes se manifeste suffisamment à l'odorat et à l’ouïe ».

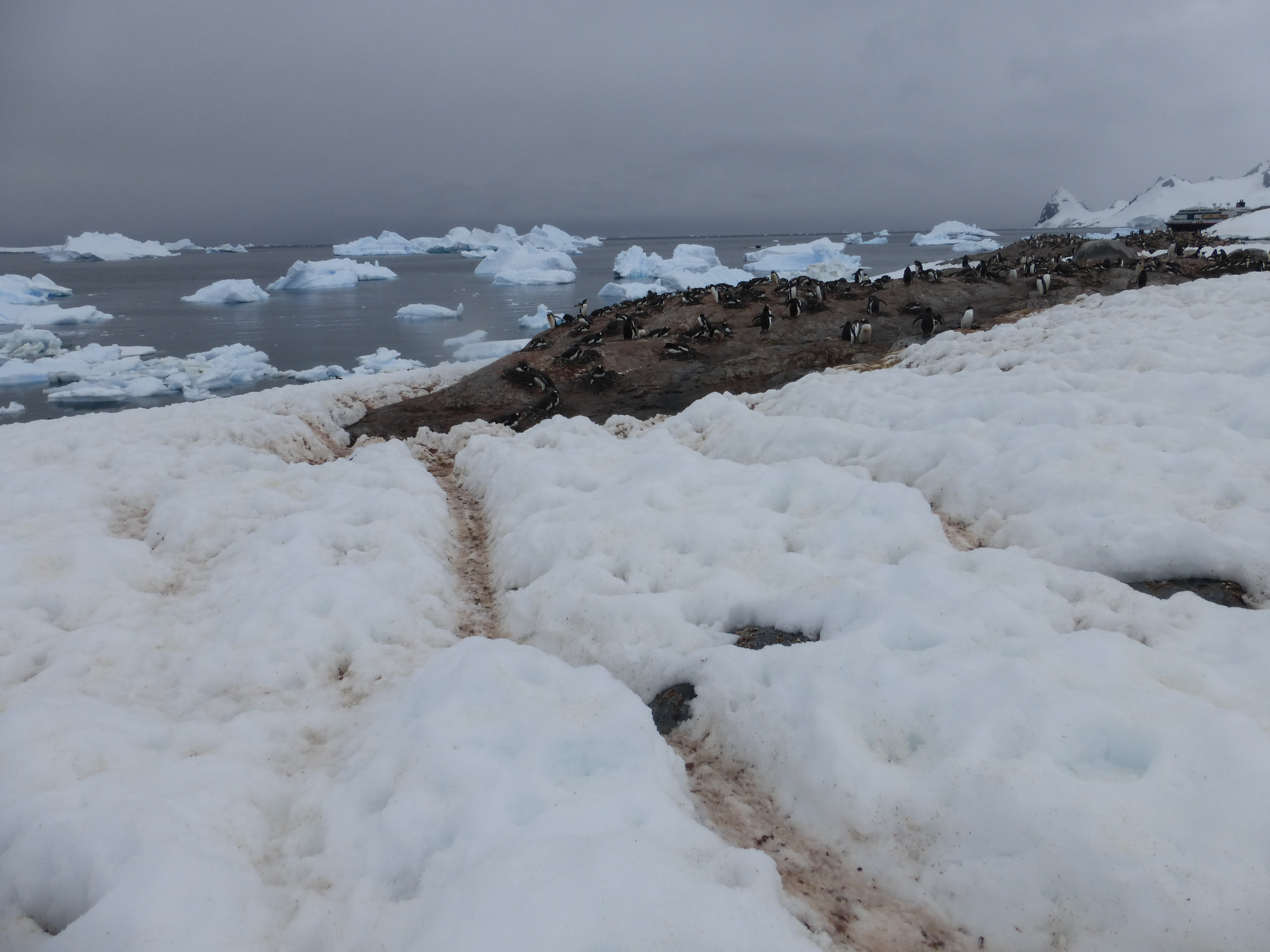
Rookerie de manchots papous à Cuverville Island Péninsule Antarctique. Au premier plan, les sentiers tracés dans la neige par les oiseaux.
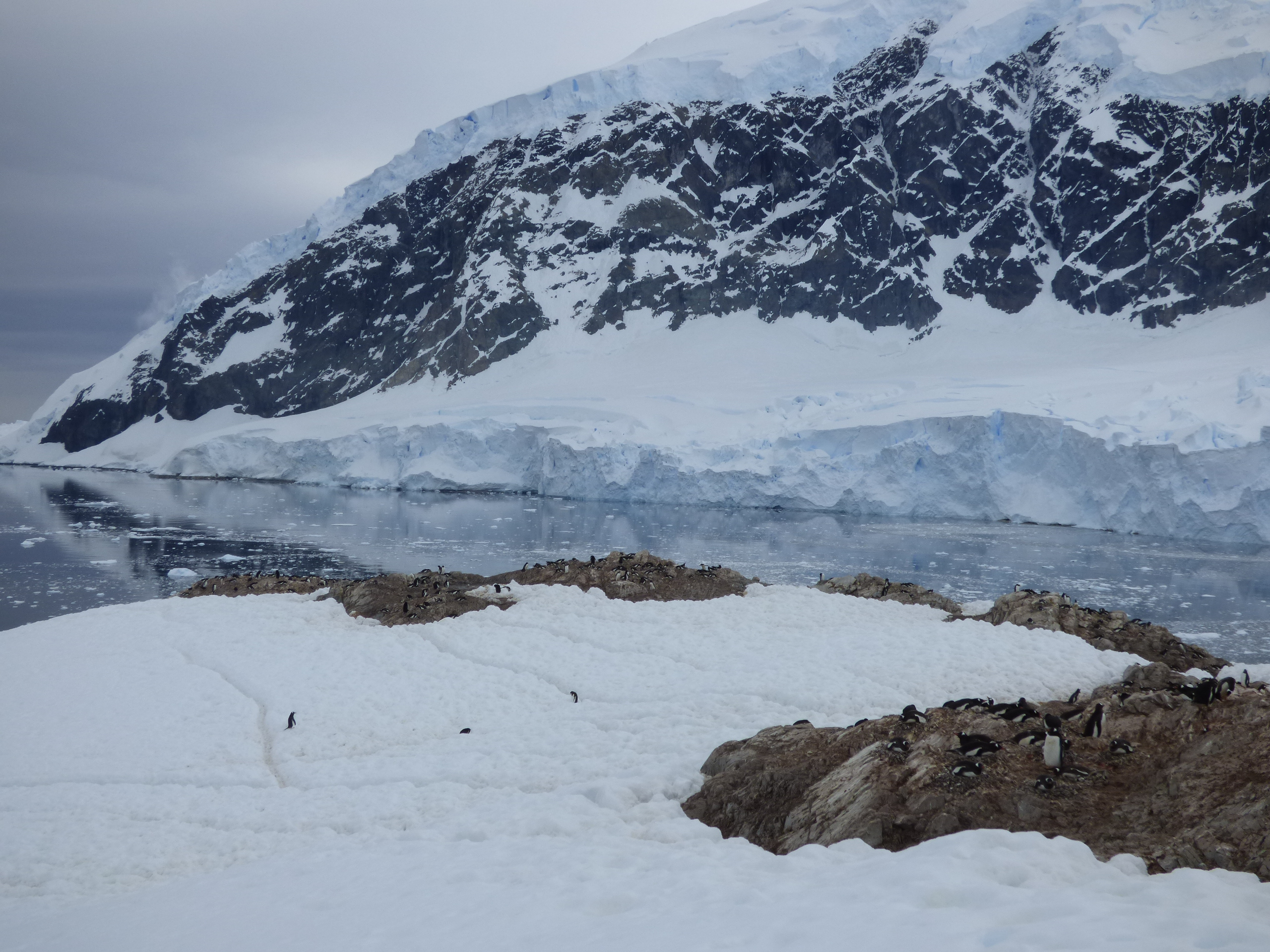
Rookerie de manchots papous à Neko Harbour dans la Péninsule Antarctique décembre 2016. On distingue les sentiers qui relient les rookeries entre elles et à la mer.
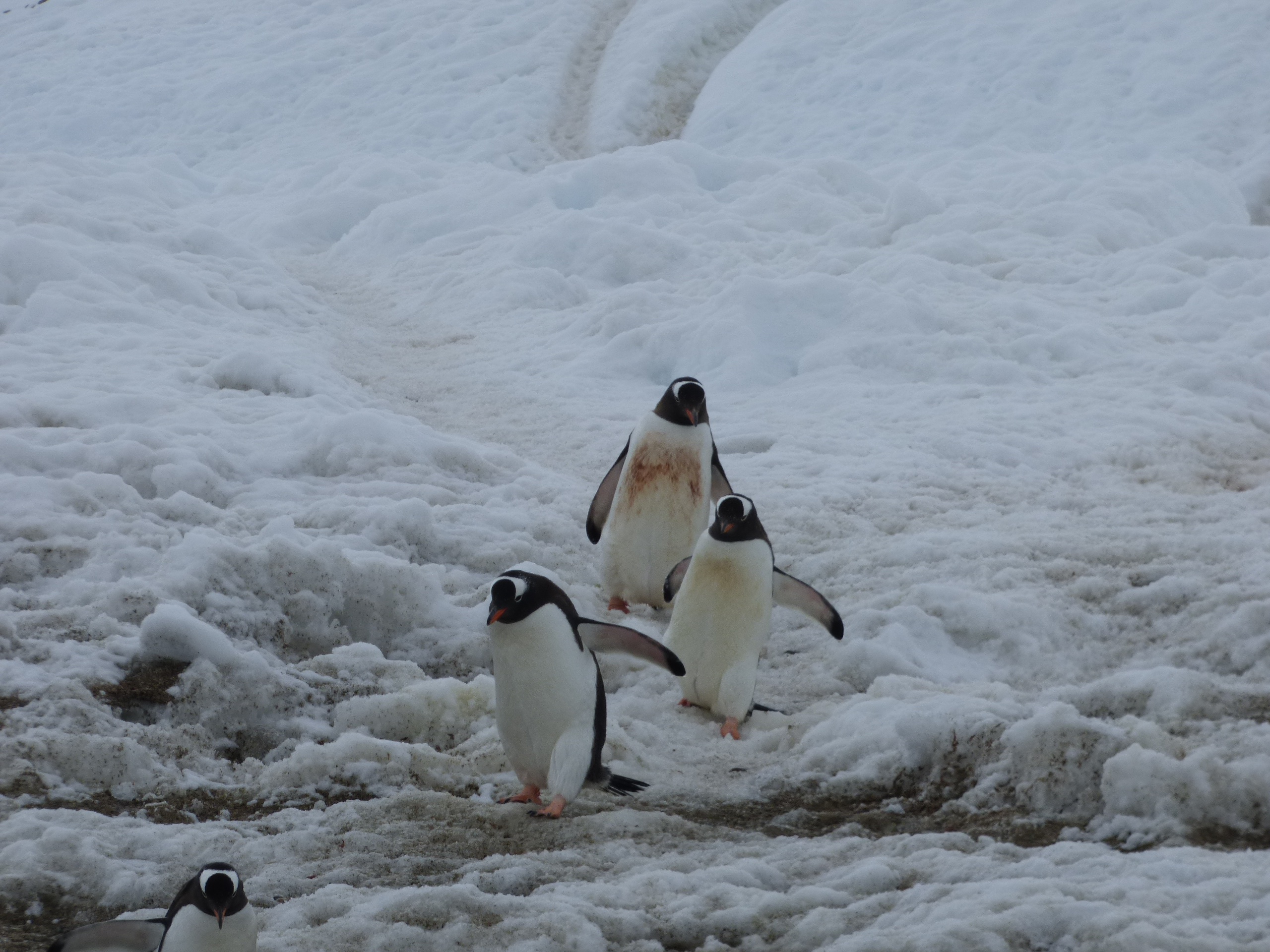
Manchots papous descendant d'un sentier pour aller se laver dans la mer.
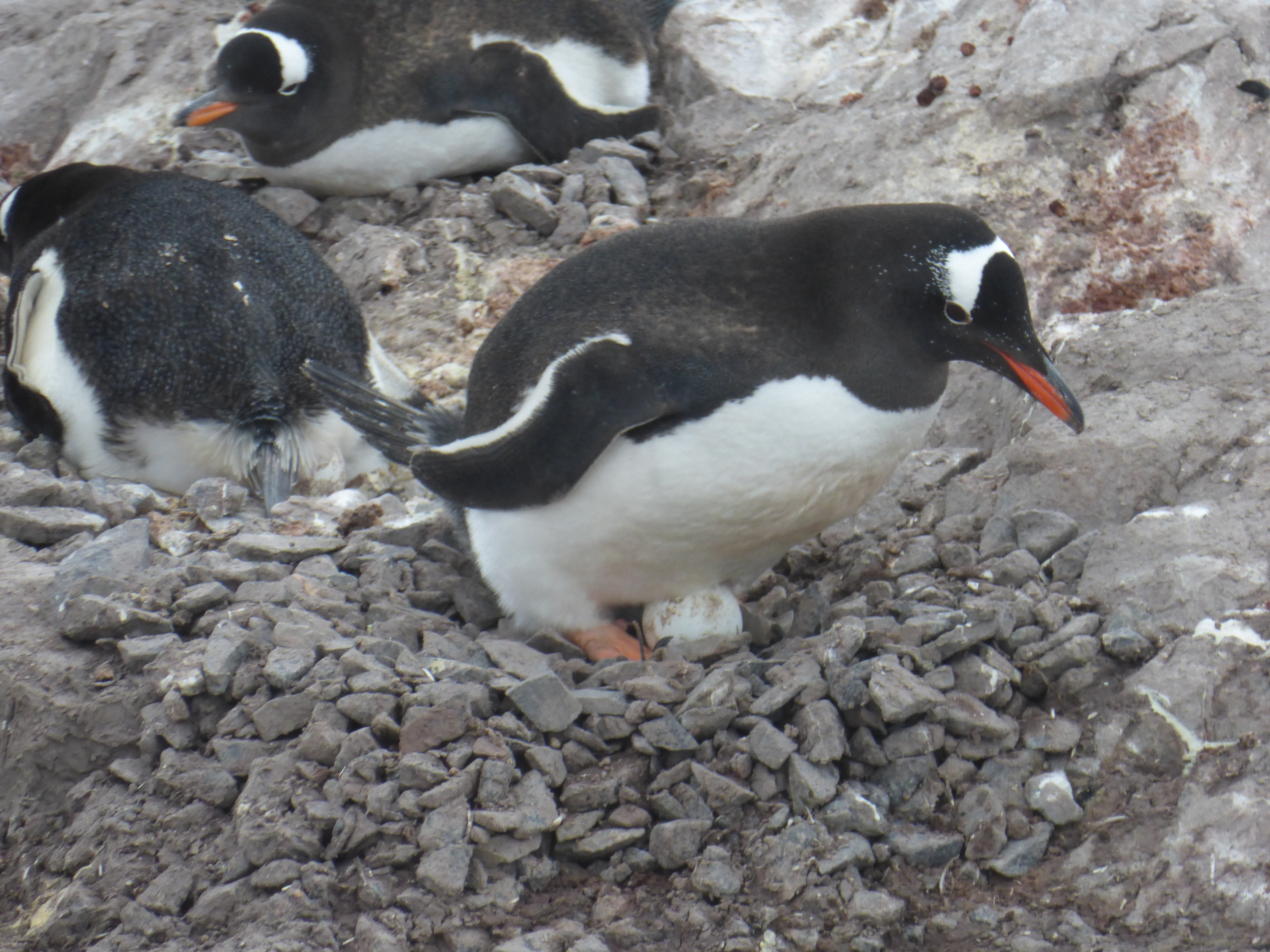
Manchot papou retournant son œuf sur son nid dans une rookerie (décembre 2016).
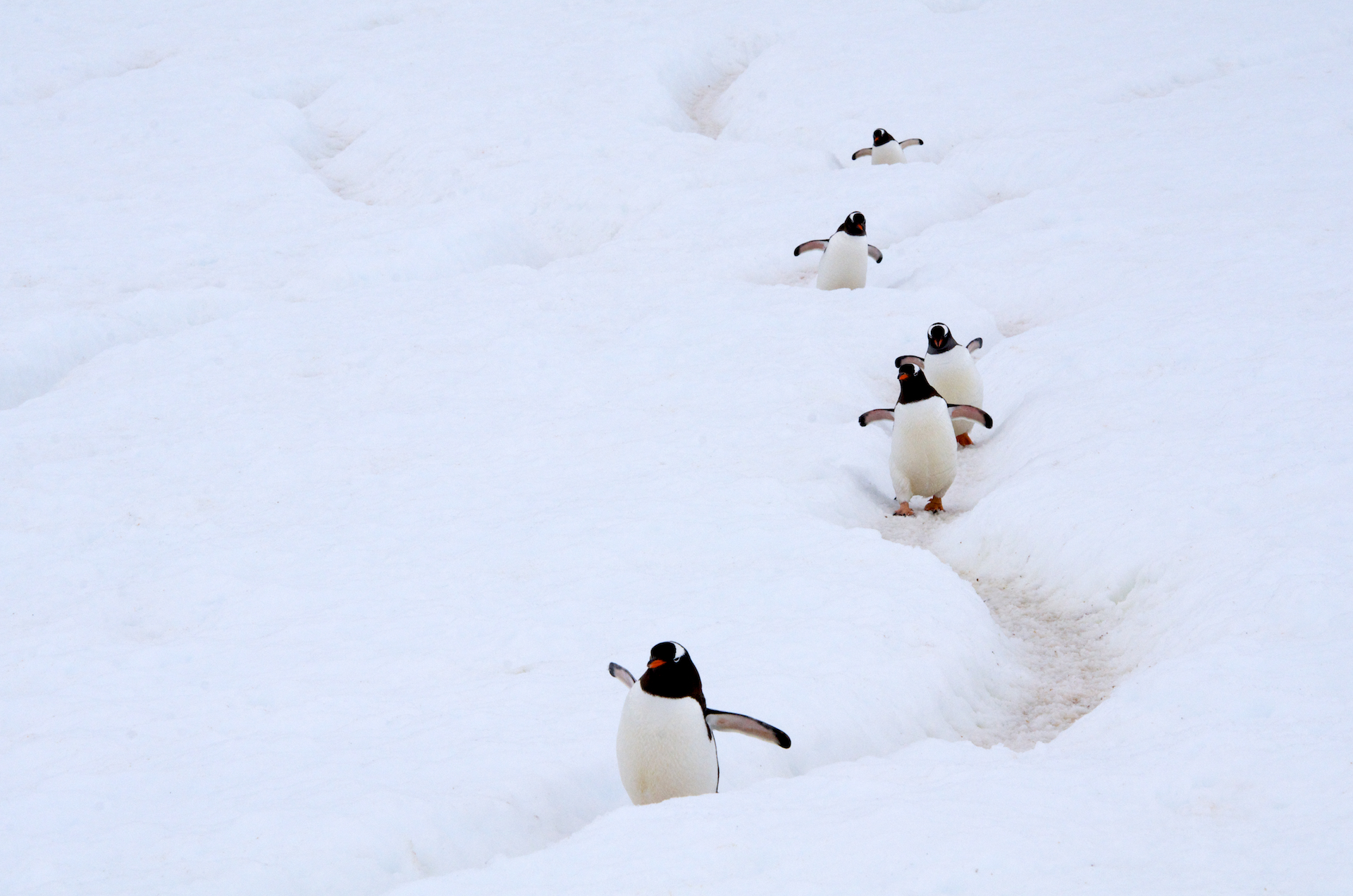
Manchots papous cheminant dans un de leurs sentiers

## Prédateurs
Le manchot papou adulte a pour prédateurs l'orque et le phoque léopard. Les œufs et les poussins sont la proie du skua ou grand labbe. Cet oiseau établit souvent son nid parmi les colonies de manchots papous qui sont pour lui une source de nourriture toute trouvée.

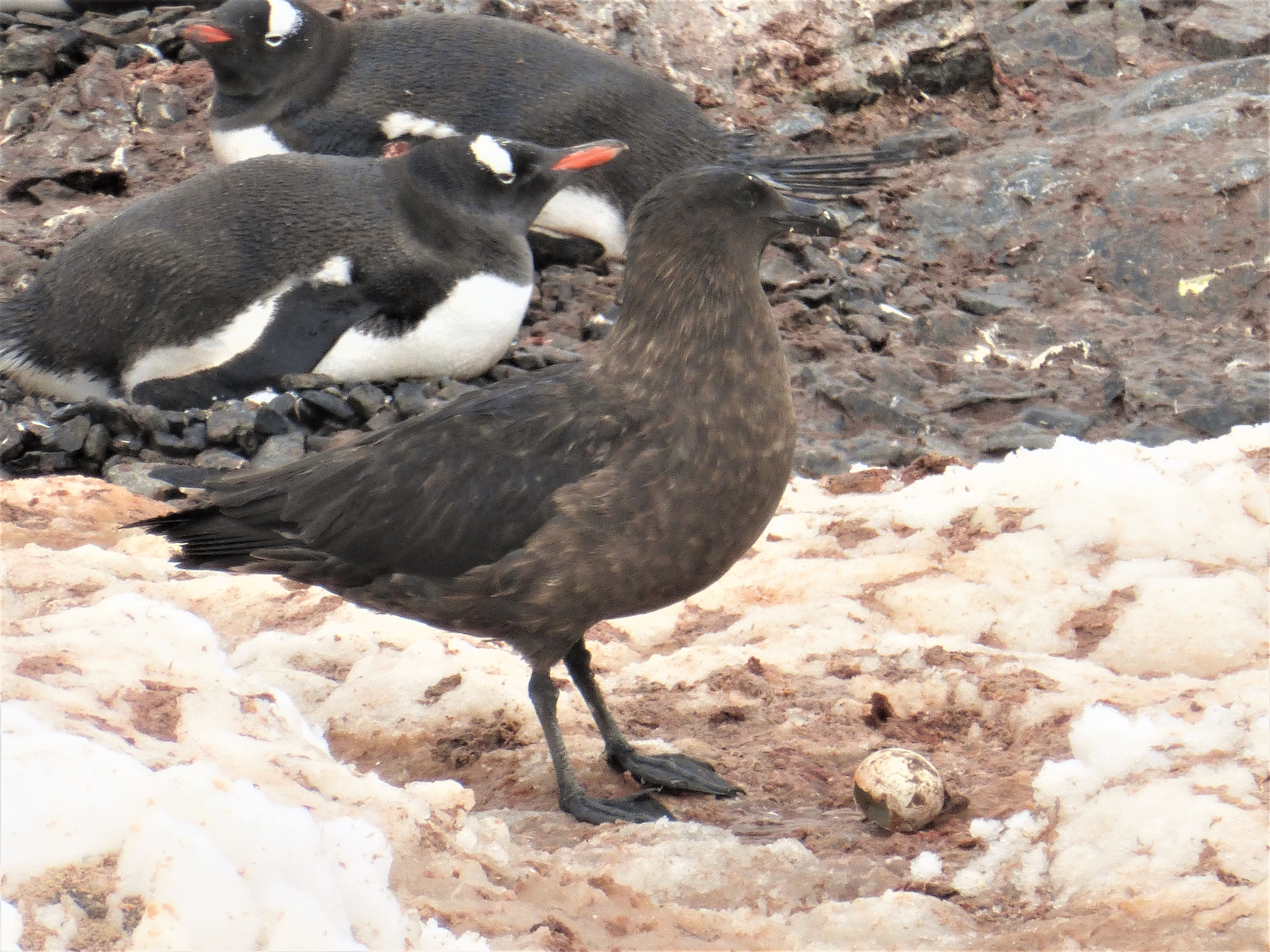
Skua venant de gober un œuf de manchot papou dans une rookerie.
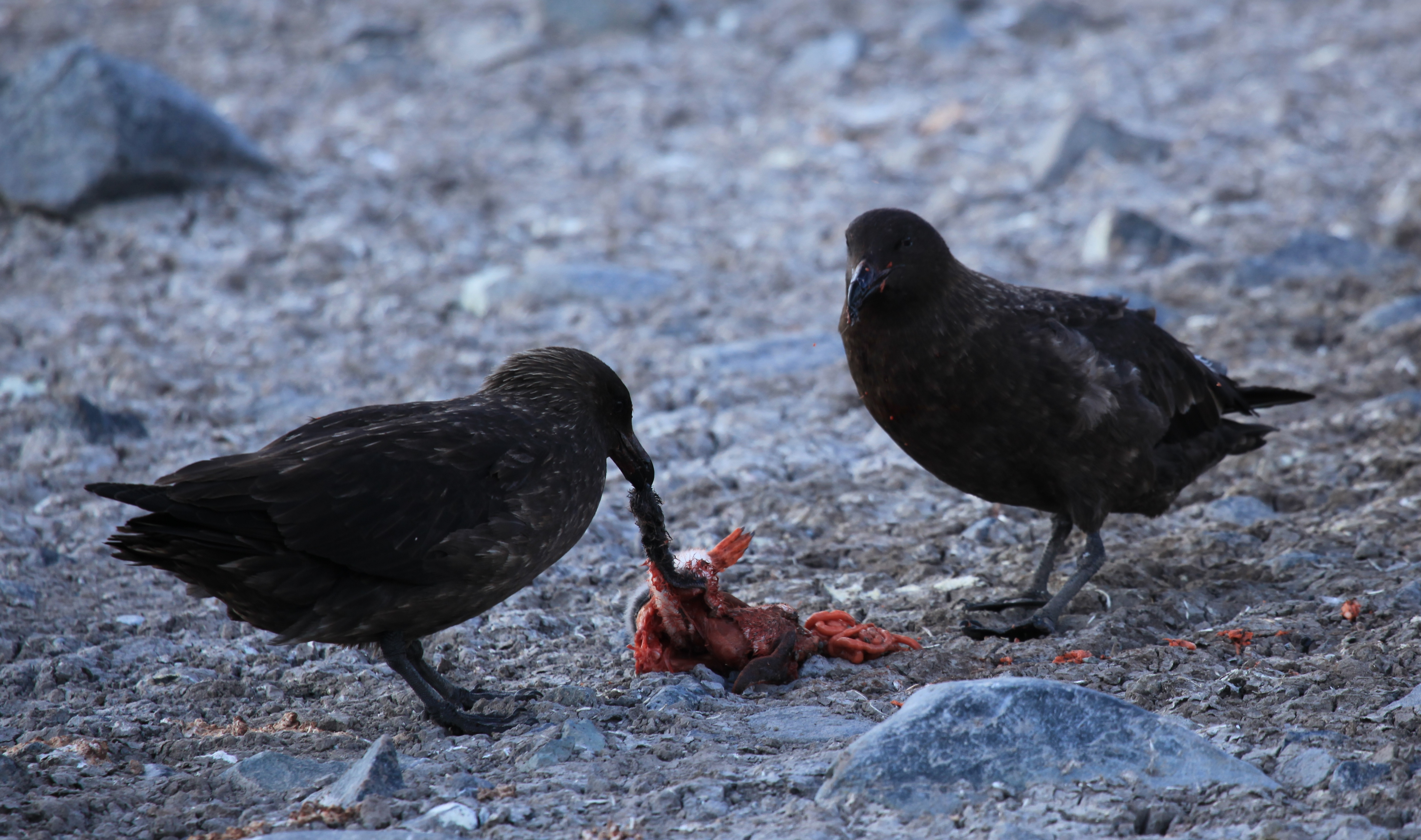
Couple de skuas dépeçant un jeune manchot papou
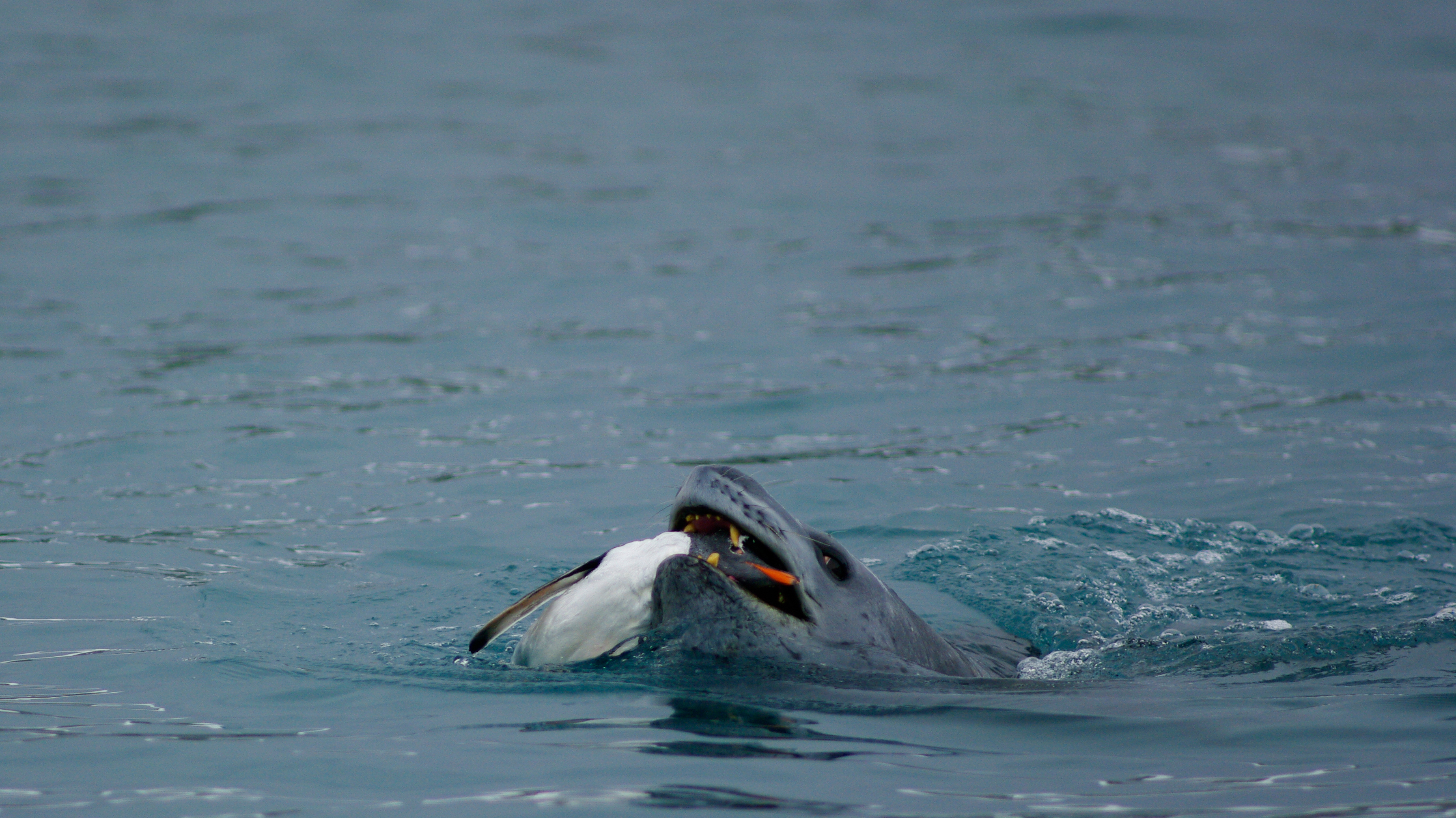
Léopard de mer dévorant un manchot papou.

## Culture populaire

### Informatique
La distribution GNU/Linux Gentoo (papou en Français) tire son nom du manchot.
La mascotte du Noyau Linux, en revanche, serait un Manchot pygmée.

### Télévision
Les Manchots papous ont joué un rôle primordial dans le film Monsieur Popper et ses pingouins, film réalisé en 2011 par Mark Waters.

## Iconographie

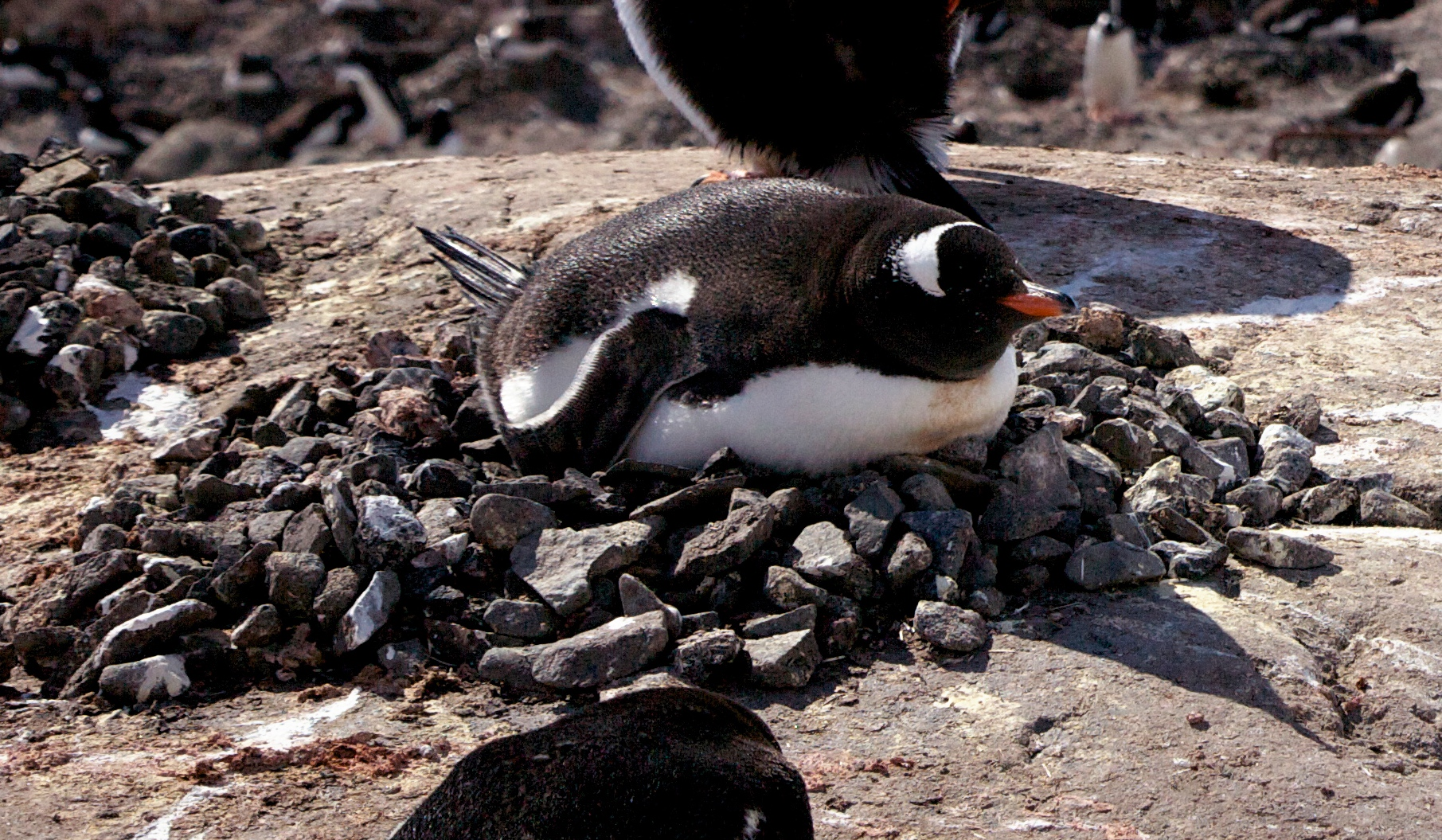
Un Manchot papou dans son nid.
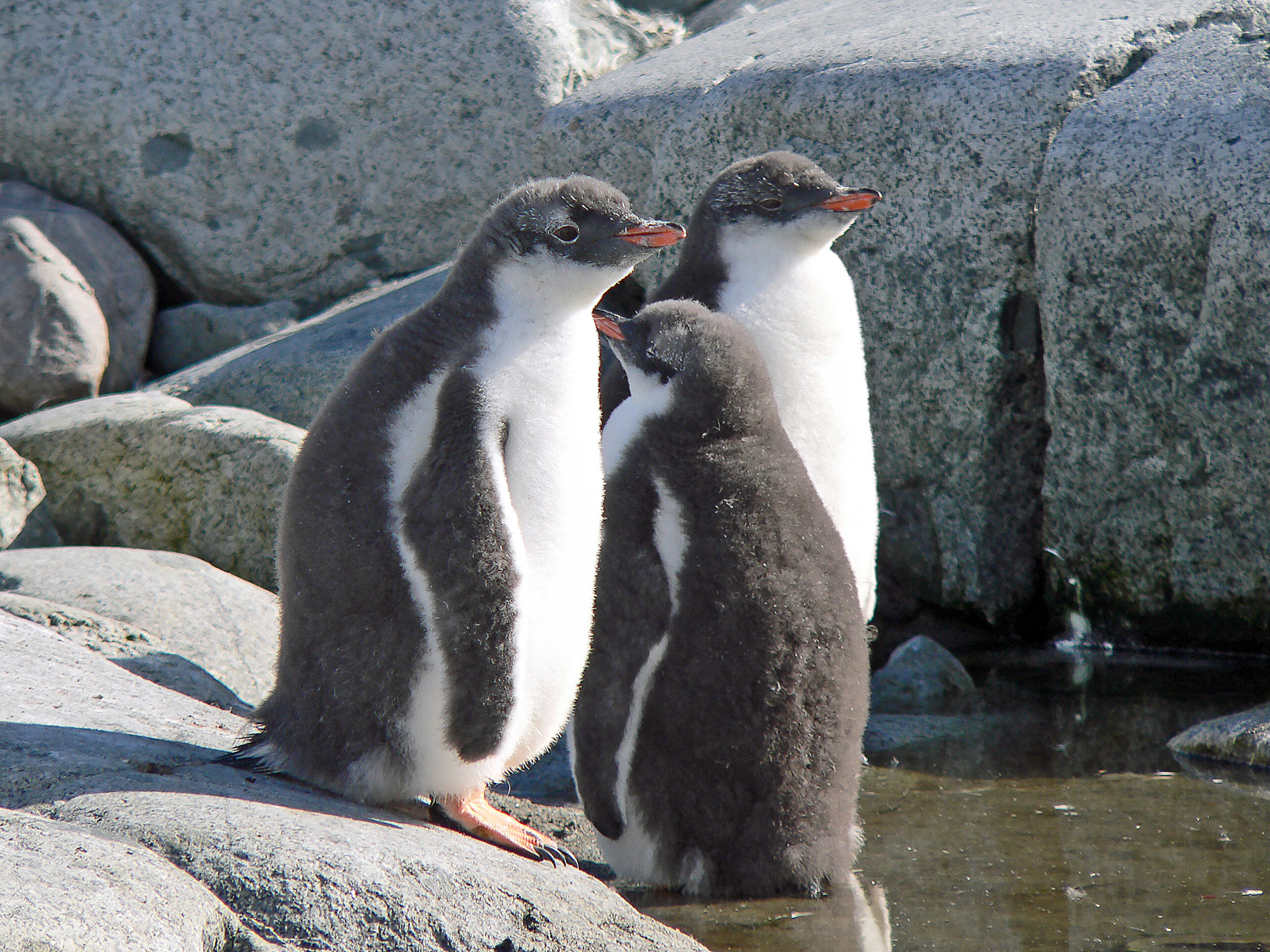
Trois juvéniles Manchots papous sur l’île Petermann (Antarctique).
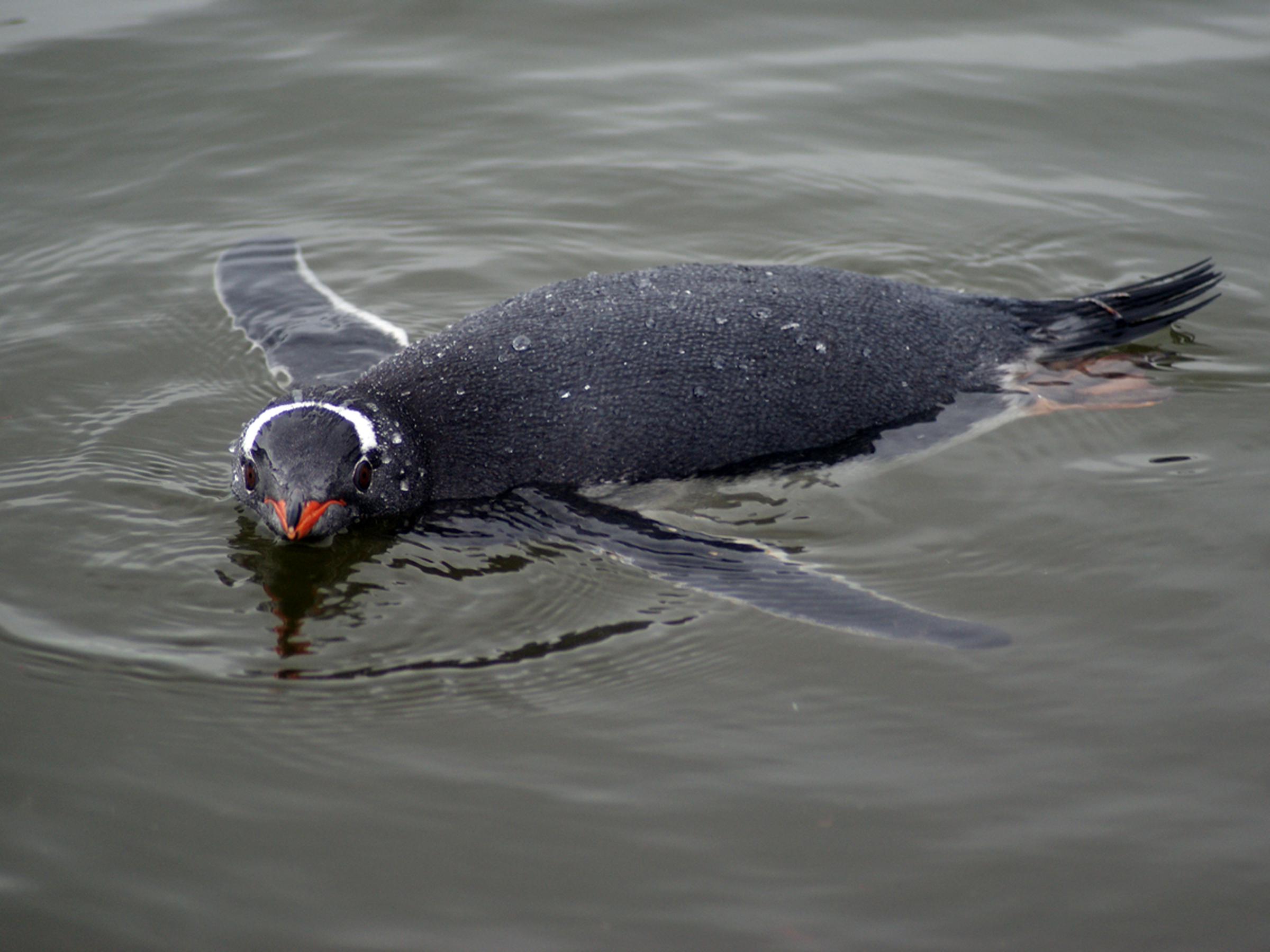
Un Manchot papou en train de nager à la surface de l’eau.
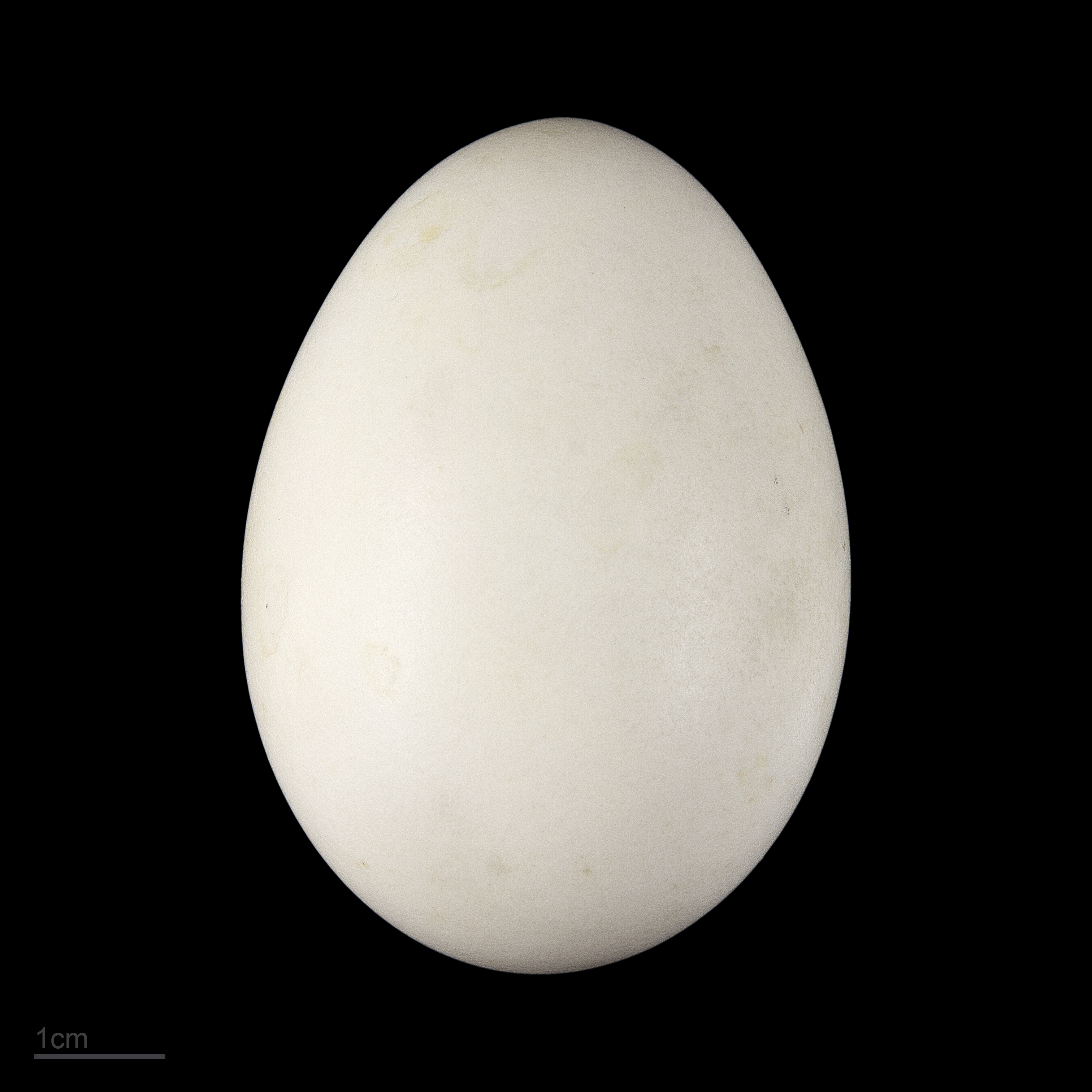
Œuf de Pygoscelis papua au muséum de Toulouse.
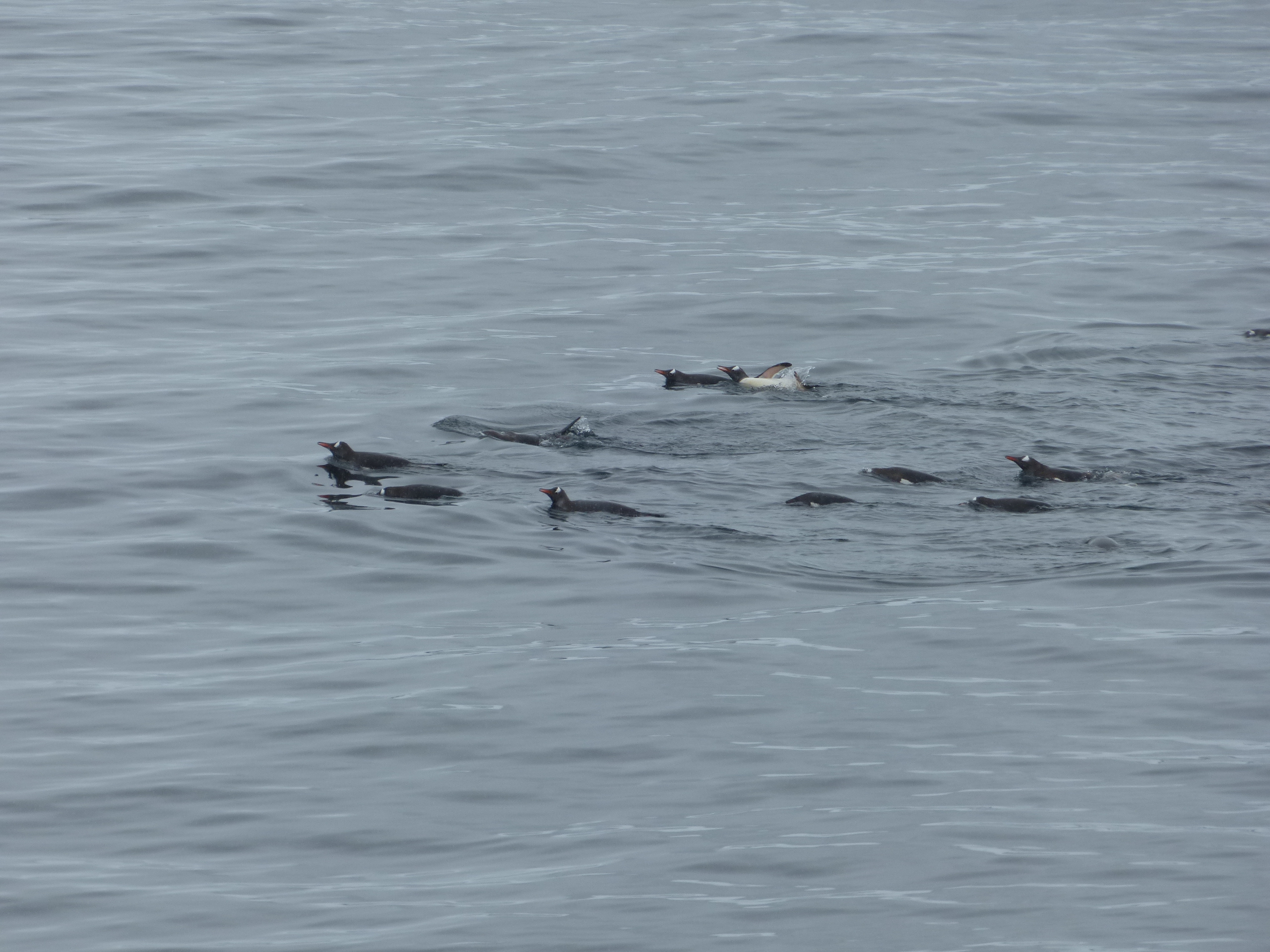
Manchots papous nageant en groupe. Les oiseaux nagent une sorte de brasse coulée et adoptent une formation triangulaire.